# Ни Ева, ни Адам
«Ни Ева, ни Адам» (также «Ни сном ни духом»; фр. Ni d’Ève ni d’Adam ) — роман бельгийской писательницы Амели Нотомб, изданный в 2007 году; повествует о столкновении японской и европейской культур. Экранизирован как «Токийская невеста» (2014).

## Описание
«Страх и трепет» мог произвести впечатление, что я приехала в Японию во взрослом возрасте только чтобы терпеть неудачи на работе. «Ни Ева, ни Адам» расскажет о том, что в то же время и в том же месте я была невестой одного весьма неординарного токийца.

Этот текст подсказан жизнью, но не автобиографический, он состоит из 238 страниц и действие происходит в Японии, стране, где Амели Нотомб жила в течение своего детства. Хронологически он затрагивает события ранее, во время и после событий, описанных в «Страхе и трепете»..
«Ни Ева, ни Адам» — любовная история, которая произошла с франкоязычной писательницей и молодым японцем из хорошей семьи. Встретившись с ней, чтобы брать у неё уроки французского, Ринри влюбится в юную Амели (ей был тогда 21 год), которую он поначалу по оплошности называет «моя хозяйка» («ma maîtresse» — моя любовница; слово также имеет значение «учительница»).
По своему собственному признанию, Амели Нотомб никогда столько не писала о чувстве влюбленности. Наконец, как сказано у самой писательницы, «впервые она пишет книгу, где никто никого не стремится поубивать!»

## Премии и награды
Номинирована на Гонкуровскую премию и Премию Ренодо в 2007 году. 